# Berthold Vogel

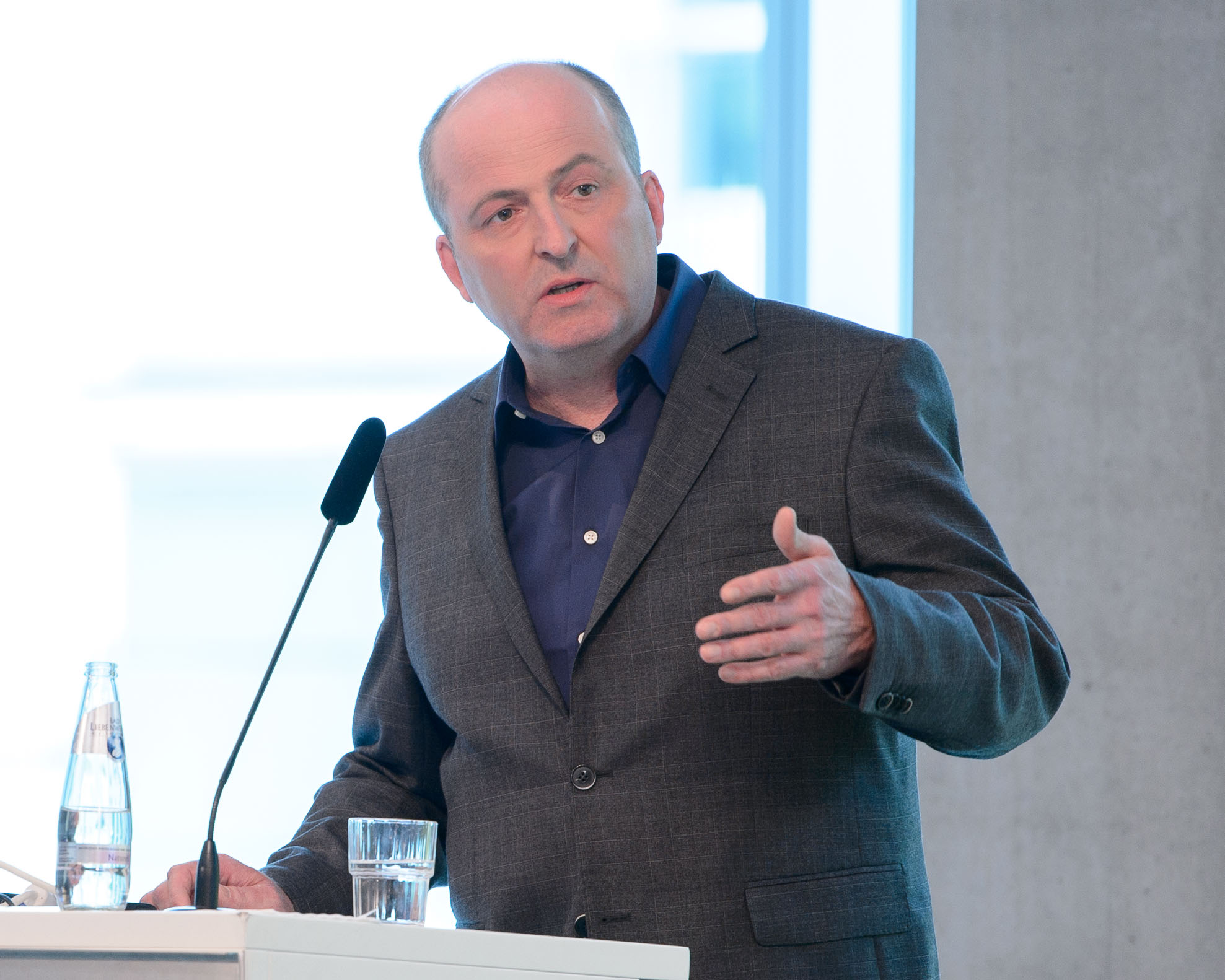
Berthold Vogel, 2013

Berthold Vogel (* 1963 in Würzburg), Soziologe, ist Geschäftsführender Direktor des Soziologischen Forschungsinstituts Göttingen (SOFI).

## Leben und Werk
Berthold Vogel legte 1983 das Abitur auf dem altsprachlichen Johannes-Butzbach-Gymnasium in Miltenberg (Bayern) ab. Von 1983 bis 1989 studierte er Soziologie, Politikwissenschaft, Volkswirtschaftslehre, Pädagogik und Arbeitsrecht an der Georg-August-Universität Göttingen. Ebenfalls an der Georg-August-Universität Göttingen wurde er 1998 mit einer Dissertation über den wirtschaftlichen und sozialen Wandel einer ostdeutschen Gemeinde nach 1989 ("Ohne Arbeit in den Kapitalismus. Der Verlust der Erwerbsarbeit im Umbruch der ostdeutschen Gesellschaft", Hamburg 1998) promoviert. 2009 habilitierte er sich für das Fach Soziologie an der Universität Kassel.

Die Habilitationsschrift zielt unter dem Titel "Wohlstandskonflikte. Soziale Fragen, die aus der Mitte kommen" (Hamburg 2009) auf eine theoretische Deutung und empirische Diagnose der Gegenwartsgesellschaft. Fragen sozialer Ungleichheit sowie der Entwicklung des Wohlfahrtsstaates und der Arbeitsgesellschaft stehen im Mittelpunkt. Weitere Schriften: "Die Staatsbedürftigkeit der Gesellschaft" (Hamburg 2007), "Ein halbes Leben" (Konstanz 2010, mit Franz Schultheis und Michael Gemperle) sowie "Demografie und Demokratie. Zur Politisierung des Wohlfahrtsstaates" (Hamburg 2012, mit Jens Kersten und Claudia Neu).

Von 1989 bis 2002 war Berthold Vogel wissenschaftlicher Mitarbeiter am Soziologischen Forschungsinstitut Göttingen (SOFI) e. V. an der Georg-August-Universität. Von 2003 bis 2005 war er Fellow des Arbeitsbereichs "Die Gesellschaft der Bundesrepublik" am Hamburger Institut für Sozialforschung. Von 2006 bis 2015 war Vogel Projektleiter am Hamburger Institut für Sozialforschung mit den Forschungsschwerpunkten „Wohlfahrtsstaat. Soziale Ungleichheit und öffentliche Güter“. Von 2009 bis 2011 vertrat er die Professur "Makrosoziologie moderner Gesellschaften" an der Universität Kassel. Seit 2008 unterrichtet Berthold Vogel als Gastprofessor an der Universität St. Gallen (Schweiz). 2014 wurde er zum apl. Professor für Soziologie an der Universität Kassel ernannt. Seit 2015 ist Berthold Vogel Geschäftsführender Direktor des Soziologischen Forschungsinstituts Göttingen (SOFI) e. V. an der Georg-August-Universität. 

Die Arbeitsschwerpunkte sind Arbeits-, Staats- und Justizsoziologie sowie die Soziologie öffentlicher Güter. Berthold Vogel ist u. a. Mitglied der Kommission "Zukunft der Arbeit" des Deutschen Gewerkschaftsbundes und der Hans-Böckler-Stiftung, Vorsitzender des wissenschaftlichen Beirats der Hans-Böckler-Stiftung, Berater der Deutschen Bischofskonferenz für gesellschaftswissenschaftliche und soziale Fragen sowie wissenschaftlicher Leiter der Braunschweiger Kolloquien zur Rechtskultur (in Kooperation mit dem Katholischen Forum Niedersachsen). Er ist Fachgutachter für Einrichtungen der Forschungsförderung und für sozialwissenschaftliche Fachzeitschriften.

## Schriften (Auswahl)
- Amtsethos oder Job? Zum Arbeitsbewusstsein im öffentlichen Dienst (mit Andreas Pfeuffer), in: WSI-Mitteilungen, 2016, Nr. 7, Schwerpunktheft "Gerechtigkeitsansprüche und Arbeitnehmerbewusstsein heute – neue Ansätze, neue Befunde", S. 513–520.
- Bürokratie für die Demokratie? Die Max-Weber-Welt in der Flüchtlings- und Migrationskrise (mit Jens Kersten und Claudia Neu), in: Verwaltungsarchiv. Zeitschrift für Verwaltungslehre, Verwaltungsrecht und Verwaltungspolitik,  2016, Nr. 3, S. 418–445.
- Die Dynamik der Unverbindlichkeit. Was wir von der Erwerbsarbeit erwarten können, in: WestEnd. Neue Zeitschrift für Sozialforschung, 2015, Nr. 1, S. 121–132.
- Im öffentlichen Dienst. Kontrastive Stimmen aus einer Arbeitswelt im Wandel (mit Franz Schultheis und Kristina Mau), Bielefeld 2014, ISBN 978-3-8376-2770-1.
- Im Dienste öffentlicher Güter. Metamorphosen der Arbeit aus der Sicht der Beschäftigten (mit Jörg Flecker und Franz Schultheis in Herausgeberschaft), Berlin 2014, ISBN 978-3-8360-6707-2.
- Die Bedeutung eines verrechtlichten Sozialsystems für die gesellschaftliche Entwicklung der Bundesrepublik, in: Peter Masuch, Wolfgang Spellbrink, Ulrich Becker und Stephan Leibfried (Hg.): Grundlagen und Herausforderungen des Sozialstaats. Denkschrift 60 Jahre Bundessozialgericht, Band 1, S. 297–312, Köln 2014, ISBN 978-3-503-15670-2.
- Die Ausweitung der Zwischenzone. Erwerbsarbeit im Zeichen der neuen Arbeitsmarktpolitik (mit Natalie Grimm und Andreas Hirseland), in: Soziale Welt, 64/2013, S. 249–268.
- Demografie und Demokratie. Zur Politisierung des Wohlfahrtsstaates (mit Jens Kersten und Claudia Neu), Hamburg 2012, ISBN 978-3-86854-253-0.
- Die Furcht vor dem Weniger. Welche soziale Zukunft hat die Mitte?, in: Sozialer Fortschritt, 2011, Nr. 12, S. 274–281.
- Staatliche Regulierung von Arbeit, in: Fritz Böhle, G. Günter Voß und Günther Wachtler (Hg.), Handbuch Arbeitssoziologie, S. 913–930, Wiesbaden 2010, ISBN 978-3-531-15432-9.
- Wohlstandskonflikte. Soziale Fragen, die aus der Mitte kommen, Hamburg 2009, ISBN 978-3-86854-200-4.
- Die Staatsbedürftigkeit der Gesellschaft, Hamburg 2007, ISBN 978-3-936096-77-4.